# Dimitrij Donski
Dimitrij Ivanovič Donski (rusko: Дми́трий Ива́нович Донско́й), moskovski knez, veliki knez Vladimira, * 12. oktober 1350, Moskva, 19. maj 1389, Moskva.
Dimitirij Ivanovič je bil moskovski knez od leta 1359 in veliki knez Vladimira od leta 1362. Bil je prvi moskovski knez, ki je odkrito zavračal podrejenost Tatarom. Združene vojske ruskih knezov je popeljal k prvi veliki zmagi nad Mongoli, kar mu je prineslo vzdevek Donski. Ruska pravoslavna Cerkev ga je proglasila za svetnika.

## Obdobje mladoletnosti
Dimitrij Donski je bil sin moskovskega kneza Ivana II. Ivanoviča (*1326, 1353- †1359), ki je bil tudi veliki knez Vladimira. Ob očetovi smrti je bil star 9 let. Naslov velikega kneza si je tedaj pridobil njegov sorodnik iz vzporedne rodbinske veje, suzdalski knez Dimitrij Konstantinovič, naslednik Andreja Jaroslaviča (†1264), brata Aleksandra Nevskega. Dimitriju Ivanoviču je naslov moskovskega kneza obvaroval metropolit Aleksej, ki se je postavil na čelo regentskega sveta in vladal namesto mladoletnega kneza. Ob ugodni priložnosti, ki se je pojavila leta 1362, ko je bil Dimitrij star 12 let, je pri kanu zanj pridobil jarlik. Moskovska vojska je slavnostno pripeljala Dimitrija v Vladimir in ga kronala za velikega kneza Vladimira.
Vendar se suzdalski knez Dimitrij Konstantinovič ni predal, ampak je naslednje leto tudi sam pri kanu pridobil jarlik. Ko pa se je hotel v Vladimiru kronati, mu moskovska vojska tega ni dopustila in ga je v spopadu porazila. Kasneje je Dimitrij Ivanovič poraženemu Dimitriju Konstantinoviču sam pomagal do knežjega naslova v Nižnem Novgorodu, ta pa je potrdil njuno spravo tako, da je Dimitriju Ivanoviču dal svojo hčer Evdokijo za ženo.

## Pot do velike zmage nad Mongoli
Moskva je z Dimitrijem Ivanovičem dobila sposobnega in hrabrega kneza, ki je kljuboval tudi Tatarom.
Leta 1367 je dal Moskvo obzidati s kamnitim obzidjem. To se je obrestovalo že v letih 1368, 1370 in 1372, ko sta združeni vojski Litve in Tvera brezuspešno poskušali zavzeti Moskvo.
Od ruskih kneževin samo Tver ni priznaval Dimitriju avtoritete velikega kneza. Zato ga je Dimitrij v to prisilil z vojsko. Leta 1375 se je povezal z drugimi knez in napadel Tver, na kar mu je tverski knez Mihael priznal vazalstvo.
Ker so Zlato hordo pretresali notranji nemiri, je Dimitrij Tatarom prenehal plačevati davek in je vzpodbujal ruske kneze k uporu proti njim. Tatari so vse pogosteje ropali po ruskem ozemlju in ruski knezi so se z njimi spopadali bolj ali manj uspešno. Udarci in protiudarci so se vse bolj stopnjevali. Leta 1378 je Dimitrij dosegel pomembno zmago na obali reke Vože v Rjazanu. Tatari so naslednje leto vrnili udarec.
Sredi leta 1380 je mongolski vojskovodja Mamaj na vzhodnem bregu reke Voronež zbral ogromno vojsko (po letopisih kakih 300.000, verjetneje pa pol toliko mož), v kateri so bila številna mongolska plemena (Tatari, Turki, Polovci, Čerkezi, pleme Jasa). Na njegovo stran sta pristopila tudi rjazanski knez in litvanski kralj. Mongoli so Dimitriju predlagali pogajanja. Dimitrij je pogajanja sprejel, jih zavlačeval in med tem zbiral rusko vojsko. Zbrale so se vojske večine ruskih knezov (razen rjazanskega, tverskega in novogorodskega). Dimitrij je za nasvet povprašal tudi igumana Trojiškega samostana Sergija Radoneškega, ki je svetoval spopad, a napovedal, da bo boj težak.
8. septembra 1380 je prišlo do bitke na Kulikovem polju ob zgornjem toku Dona (danes Tulska oblast). Valovito peščeno polje je bilo neugodno za mongolsko konjenico. Rusom je uspelo Mongole obkoliti, potem pa so v boj vključili svojo rezervo in jih pognali v beg. Bitka je bila izredno krvava, na vsaki strani je padlo kakih 100.000 mož. Tudi za Dimitrija se je mislilo, da je v bitki umrl, dokler ga niso našli ranjenega v strtem oklepu. To je bila prva velika zmaga nad Mongoli, ki je zelo dvignila samozavest Rusov; z njo so dokazali, da so sposobni premagati Mongole. Dimitriju je prinesla vzdevek Donski.

## Ponovno pod nadoblastjo Tatarov
Nekako v istem času je prišel na čelo Mongolov Timurlenk, eden največjih osvajalcev v zgodovini na sploh. V kratkem času je zlomil Buharijo, Indostan, Iran in Malo Azijo. Nato je poslal svojo vojsko pod vodstvom kana Tohtamiša nad Zlato hordo, razbil njeno vojsko ob reki Kalki in zahteval od Rusov, da se mu pokorijo. Ohrabreni od uspeha na Kulikovem polju so to odklonili.
Zato je leta 1382 kan Tohtamiš, sedaj na čelu Zlate horde, krenil proti Rusom, ki pa niso bili več enotni. Suzdaljsko-nižegorodski knez Dimitrij Konstantinovič je takoj priznal mongolsko oblast, rjazanski knez je celo dal Tatarom na razpolago nekaj svojih odredov in ladij za prehod reke Oke.
Ker ni imel možnosti za obrambo Moskve, je Donski obvaroval svojo vojsko tako, da se je umaknil iz mesta. Nekaj dni so meščani branili Moskvo sami, potem pa so Tatari vdrli v mesto in pobili kakih 30.000 ljudi. Mesto je zgorelo in z njim mnogo starih ruskih pergamentov in arhivov. Kar ni zgorelo, so Tatari porušili. Podobno usodo so doživela mesta Vladimir, Možajsk, Jurjev in druga.
Celotna Rusija je bila spet pod tatarsko nadoblastjo. V notranji ruski ureditvi pa so mnogi knezi nehali priznavati velikoknežjo oblast in Donski je bil v podobnem položaju kot na začetku svojega vladanja. Najprej je napadel Rjazan in ga zažgal. Spopad je trajal vse do leta 1385, ko je po posredovanju Sergija Radoneškega rjazanski knez priznal starešinstvo moskovskega kneza; dogovor "o večnem miru" pa je bil potrjen s poroko med rjazanskim princem Fjodorom in hčerko Dimitrija Donskega, Sofijo.
Tverski knez Mihael Aleksandrovič (ki se ni udeležil bitke na Kulikovem polju) je poslal h kanu delegacijo, ki naj bi mu pridobila naslov velikega kneza. A Dimitrij Donski je bil spretnejši, poslal je h kanu svojega sina Vasilija, ki je znal kana bolje prepričati kot tverski poslanci in je naziv velikega kneza Vladimira leta 1383 pridobil za svojega očeta. Za zagotovitev očetove lojalnosti je moral kot talec ostati v Saraju (čez tri leta je izkoristil spor med Tohtamišem in Timurlenkom in pobegnil).
Novgorod je izkoristil težave Moskve s Tatari in je zavzel Nižninovgorodsko in Kostromsko kneževino in dobil oblast nad velikim delom toka Volge. Zato je leta 1386/87 Dimitrij organiziral napad ruskih knezov (vojske 25 ruskih pokrajin) na Novgorod, ki je klonil in moral priznati vazalstvo Moskvi, plačati vojno škodo in se odreči posestim ob Volgi.
Kmalu za tem je Dimitrij Donski razdelil ozemlje Moskovske kneževine svojim štirim sinovom: najstarejši, Vasilij, je dobil skoraj polovico, ostali manjše deleže; tudi pri kanu je uspel uveljaviti to delitev in prenesti še za časa svojega življenja naziv velikega kneza na najstarejšega sina Vasilija I.
Dimitrij v odnosih s Tatari ni bil manj prebrisan od svojega deda Ivana Kalite a je bil veliko bolj gospodarstvene in prefinjene narave. Globoko predan svoji deželi se je v kritičnih trenutkih obračal za nasvet in podporo na pravoslavno Cerkev, najprej na metropolita Alekseja in kasneje na Sergija Radoneškega. Ruska pravoslavna Cerkev ga je proglasila za svetnika.

## Družina
Dimitrij Donski je bil poročen z Evdokijo, hčerko Dimitrija Suzdalskega; imela sta najmanj 12 otrok:
- Daniel (okrog 1370-1379)
- Vasilij I. (1371-1425), moskovski knez, veliki knez Vladimira
- Sofija ∞ Fjodor Olegovič, knez Rjazana
- Jurij (1374-1434) knez Zvenigoroda in Galiča; oporekal je Vasiliju II. pravico do prestola in se boril proti njemu
- Marija (†1399)
- Anastazija ∞ Ivan Vsevoldovič, knez Holma
- Simeon (†1379)
- Ivan (†1393)
- Andrej (1382-1432) knez Možajska
- Peter (1385-1428), knez Dmitrova
- Ana (*1387) ∞ Jurij Patrikijevič, knez Staroduba
- Konstantin (1389-1433), knez Pskova.